# 왕조
왕조(王朝)는 같은 왕가에 속하는 군주의 가족 또는 이들이 지배하는 국가를 말한다. 일반적으로 상속은 세습에 의해 행해지지만, 맘루크 왕조처럼 실력자가 뒤를 잇는 체제의 경우도 있었다. 왕조의 이름은 왕조가 있을 때부터 그 이름으로 알려져 있는 경우도 있지만, 후에 역사학자에 의해 명명되어 일반적으로 인식된 것도 많다.

## 같이 보기
- 왕가
- 군주제